# Симфония № 10 (Бетховен)
Симфо́ния № 10 ми-бемоль мажор — реконструкция предполагаемой симфонии Людвига ван Бетховена.
Слухи о Десятой симфонии, начатые главным образом Хольцем и Антоном Шиндлером, породили предположение, что где-то может быть спрятана полная рукопись или, напротив, что симфония никогда не была начата и что эти слухи безосновательны.
Бетховен начал делать наброски Десятой симфонии еще до завершения Девятой. Как и большинство бетховенских черновиков, эти наброски рассеяны по нескольким рабочим тетрадям (было выявлено 4 основных и некоторое количество дополнительных). Они никак не надписаны и их почти невозможно прочесть человеку, недостаточно хорошо знакомому с бетховенским почерком — поэтому до 1980-х годов они не были идентифицированы с какой-либо определенностью.
Известно более 50 набросков, хотя многие вопросы до сих пор остаются без ответа. Все эскизы очень фрагментарны, и ни один из них не содержит более 30 тактов непрерывной музыки. Тем не менее, специалисту, знакомому с методами письма композитора, они дают представление о том, какую часть он имел в виду.

### Попытки реконструкции
В 1980-е годах английским музыковедом и композитором Барри Купером была предпринята попытка реконструкции симфонии с тем, чтобы сделать существующий музыкальный материал доступным для исполнения. В таком виде симфония была впервые исполнена в 1988 году.
В 2013 году Gerd Prengel и Hideaki Shichida предприняли попытку объединения сохранившихся фрагментов бетховенских черновиков.
В 2019 году был начат международный проект по полной реконструкции всей симфонии с применением технологии искусственного интеллекта, обученного на других произведениях Бетховена. В группу реконструкторов также входили историки музыки, музыковеды, композиторы и компьютерщики. Спустя два года проект был завершен, премьера полной реконструкции была представлена публике 9 октября 2021 года.